# La Cote libre de la Bourse de Bruxelles

La Cote libre de la Bourse de Bruxelles était un quotidien financier belge de la fin du XIXe siècle, dirigé par Armand Mandel, qui cherchait à éclairer le public sur les manœuvres de certains financiers et souhaitait réformer les mœurs de la Bourse. 

## Histoire
La Belgique avait déjà une tradition de quotidiens libres de ton, qui s'était développée avec L'Étoile belge et L'Indépendance belge, tous deux fondés par Marcellin Faure, les deux plus importants quotidiens belges avant 1870. La Cote libre de la Bourse de Bruxelles  se fit très vite connaître, à son tour, par ses révélations sur l'empire du financier belge André Langrand-Dumonceau, promoteur durant les années 1860 d'une "puissance financière catholique", via un réseau de sociétés, capable  de s'opposer à ce qu'il appelait "la haute banque juive et protestante".
Nommé en 1865 comte romain, signe de l'appui du Pape Pie IX, André Langrand-Dumonceau faisait entrer dans les conseils d'administration de ses sociétés des hommes politiques belges catholiques en vue, comme Pierre de Decker, Alphonse Nothomb ou Adolphe Dechamps. Les révélations du journal La Cote libre de la Bourse de Bruxelles sur ses pyramides de sociétés et ses dividendes fictifs l'ont mis en difficulté, au moment où il collectait d'énormes fonds pour la construction d'une ligne de la Société impériale des chemins de fer de la Turquie d'Europe. En juin 1869, l'Empire ottoman a dû reconnaitre que le projet était abandonné, faute de financement européen, mais il reprit sous d'autres formes.
Le 21 janvier 1868 paraît le premier numéro du quotidien, à l'occasion de la proclamation de la liberté de courtage à Bruxelles. Une partie de la presse belge est alors active mais divisée : L'Écho de la bourse de Bruxelles espère voir jaillir la lumière des procès intentés aux sociétés Langrand. Mais La Finance le défend, au contraire. Seule La Cote libre de la Bourse de Bruxelles exige une instruction judiciaire à charge de Langrand-Dumonceau, personnellement, mais aussi de ses administrateurs.
« Les articles de l'Echo ne sont que piqûres de plume comparativement aux coups de fleuret de la Cote libre », a relevé Guillaume Jacquemyns, du Centre d'histoire économique et social de l'Institut de sociologie Solvay. La Cote Libre de la Bourse de Bruxelles « applaudit sans réserve aux paroles du substitut » et « flétrit la conduite de L'Indépendance belge et de L'Étoile belge en leur reprochant d'insulter un magistrat intègre et courageux », selon une étude de la Fondation universitaire de Belgique.
Le 25 août 1870, le Tribunal de commerce de Bruxelles proclame la faillite personnelle d'André Langrand-Dumonceau et de ses principaux administrateurs. Le comte Hadelin de Liedekerke-Beaufort doit subir l'action judiciaire intentée à sa charge et à celle de ses collègues pour simulation de bénéfices, dissimulation du passif, exagération des valeurs actives. 
André Langrand-Dumonceau, en fuite, sera condamné par contumace, mais ses administrateurs, défendus par les ténors du Barreau de Bruxelles, se sont pourvus en cassation, où l'arrêt du 24 juin 1878, a considéré la cour d'assises incompétente. Le comte Hadelin de Liedekerke Beaufort et ses collègues ont été néanmoins astreints à solder sur leur fortune personnelle l'immense déficit de leurs entreprises, au prorata de leurs engagements financiers respectifs.
L'affaire Langrand-Dumonceau, dont le volumineux procès est conservé aux Archives générales du Royaume de Belgique et mis à la disposition des chercheurs, a provoqué à l'époque dans l'opinion belge un énorme scandale, exploité par le parti libéral qui ironisa sur la « christianisation des coffres-torts », mais sans parvenir à en retirer de profit électoral.